# Ruggero Benussi
Ruggero Benussi (* 21. Oktober 1924 in Fiume; † 25. Oktober 2004) war ein italienischer Politiker.

## Biographie
Benussi studierte Ingenieurwissenschaften an den Universitäten Padua und Triest und arbeitete in der Folge als leitender Angestellter in den Stahlwerken von Bozen.
1966 schrieb er sich in die neofaschistische Partei Movimento Sociale Italiano – Destra Nazionale ein, der er bis 1972 auf Provinzebene vorstand. Nachdem er seine Partei eine Zeit lang im Bozner Gemeinderat vertreten hatte, wurde er 1988 in den Südtiroler Landtag und damit gleichzeitig den Regionalrat Trentino-Südtirol gewählt. 1993 gelang ihm die Wiederwahl, 1998 schied der Vater des späteren Bürgermeisters Giovanni Benussi freiwillig aus der aktiven Politik aus. 